# La Sala
La Sala è un rione di Firenze, posto all'estrema periferia nord-ovest della città. Il toponimo deriva dalla presenza di una villa signorile ("sala") di età longobarda nella zona o dalla presenza in loco di coltivazioni della omonima pianta palustre, un tempo usata per le impagliature.
Il rione della Sala, che fece parte del comune di Brozzi fino al 1928, non ebbe mai una vera e propria identità, essendo spesso considerato a sua volta un'appendice dell'antico capoluogo comunale, se non fosse stato per la sua autonomia dal punto di vista ecclesiastico, dovuta alla sua strutturazione in "popolo" di Santa Lucia alla Sala, peraltro di minima entità (nel 1833 contava solo 436 anime). La chiesa di Santa Lucia alla Sala, unica testimonianza artistica della zona, fu totalmente distrutta nell'estate 1944 durante gli eventi bellici e ricostruita ex novo nel dopoguerra.
Oggi il rione della Sala, confina con Quaracchi il nucleo storico di Brozzi e vi si trovano oltre alla chiesa l'antica villa Lo Specchio e l'Istituto Suore Francescane dell'Immacolata, via san Bonaventura.